# Фоміних Світлана Григорівна
Світлана Григорівна Фоміних (11 березня 1940, Калінін — 14 жовтня 2009, Миколаїв) — українська хорова диригентка, заслужена працівниця культури УРСР (1987), повна кавалерка ордена «За заслуги».

## Біографія
Після закінчення середньої школи в 1959 поступила на вокальне відділення музичного училища м. Калініна. Згодом перейшла на диригентський факультет і стала керувати хором Калінінської Академії ППО.
З 1963 по 1967 працювала викладачкою сольфеджіо, в 1967–1970 — завучем у музичній школі с. Бологе Калінінської області (нині Тверська область).
У 1964—1969 заочно навчалася в Московському інституті культури на факультеті хорового диригування.
З 1970 — у м. Миколаєві. Працювала викладачкою Миколаївського культпросвітучилища, очолювала дитячий хор при Будинку культури імені 40-річчя Жовтня. З 1975 — керівниця жіночого академічного хору училища культури і ОНМЦ. Колектив — лауреат багатьох міжнародних конкурсів.
Трагічно загинула 14 жовтня 2009 р. під колесами вантажівки, йдучи на репетицію.

## Нагороди та визнання
Світлана Фоміних — лауреатка Державної премії ім Т. Г. Шевченка (1993).
Лауреатка обласної культурологічної премії ім. Миколи Аркаса 1994 року в номінації «За високу професійну майстерність».
Удостоєна звання «Городянин року» (Миколаїв) у 1996 р.
2001 року стала переможницею обласного конкурсу «Наші здобутки», присвяченого 10-річчю Незалежності України в номінації «За досягнення в розвитку народної художньої творчості».
Удостоєна почесної відзнаки Міністерства культури і мистецтв України («За досягнення в розвитку культури і мистецтв» 2004 р.).
Нагороджена орденами «За заслуги» трьох ступенів (1 ступінь — посмертно 29 жовтня 2009 р.).
Ім'я Світлани Фоміних присвоєно Миколаївському жіночому академічному хору, який заснувала і яким 34 роки беззмінно керувала Світлана Григорівна.